# Картуш, Луи-Доминик
Луи́-Домини́к Бургиньо́н (фр. Louis Dominique Bourguignon, по прозвищу Карту́ш, фр. Cartouche; октябрь 1693, Париж — 28 ноября 1721, там же) — известный французский разбойник, по праву считающийся самым знаменитым грабителем XVIII столетия. Он ещё при жизни стал легендой и таковым остался после смерти. Его популярности способствовали не только удачливость и дерзость, но и некое чувство юмора, с которым он совершал свои преступные деяния.
Похождения Картуша неоднократно обыгрывались в популярной беллетристике, а также в кино: самым известным фильмом о нём стал франко-итальянский приключенческий фильм «Картуш» (1962), в главных ролях Жан-Поль Бельмондо и Клаудия Кардинале. Образ Картуша и история его похождений также были использованы Гастоном Леру в фантастическом романе «Двойная жизнь Теофраста Лонге» (1903). Казни Картуша посвящена одноимённая баллада Даниэля Клугера из альбома «Полночные сказки» (2008).

## Биография
В октябре 1693 года парижский шорник немецкого происхождения (по другим данным — бочар или бондарь) по имени Жан Бургиньон зарегистрировал рождение сына Луи-Доминика. По мнению биографов, прозвище Картуш (это французское слово означает и «патрон», и «табличка с надписью») не отражало ни внешних признаков героя, ни свойств его личности. Оно произошло от французского варианта немецкой фамилии Гартхаузен, которую носил отец Картуша у себя на родине в Гамбурге.
По достижении четырнадцати лет Луи-Доминик был отдан в школу иезуитов, где он учился одновременно с Вольтером. Правда, это мало помогло Картушу в жизни. Одноклассники не признавали сына бедного шорника за своего и всячески третировали молодого человека. В итоге Луи-Доминик проявил себя там не стремлением к наукам, а кражей кассы учебного заведения. Стащив у иезуитов десять золотых луидоров, юный Бургиньон удрал из колледжа к дяде в Орлеан. Дядя, бывший военный, обучил его азам фехтования, которые Картуш потом не раз использовал в своём криминальном промысле. Но начинал он его не как грабитель, а как карманный воришка, причём промышлял в основном в орлеанских церквях. Изгнанный за это из дома, он нашёл приют у цыган, бродячих артистов, обучивших его основам «профессионального» мастерства. Здесь Картуш, казалось, нашел своё место. Физическая сила вкупе с очень хорошими актёрскими способностями помогли ему завоевать друзей среди равных. Но в его планы вовсе не входило всю жизнь оставаться бродячим артистом, и в 1710 году он отправился в Париж в поисках «настоящего дела». Он попробовал себя в качестве вербовщика и солдата, но окончательно убедился, что работать или служить — это не для него. Дезертировав из армии, он вернулся в Париж около 1715 года и окончательно ступил на скользкую дорожку профессионального преступника.
В ту пору это был малорослый, но крепкий, мускулистый юноша, с весёлым открытым лицом, и первые соратники дали ему прозвище «Дитя». Подобно многим видным преступникам, он был атлетически сложен и имел природные актёрские способности. Лёгкость, с которой он изменял свою внешность, была поразительна. Картуш появлялся то в образе молодого дворянина, солдата или аббата, то в виде игрока или маклера, расталкивающего толпу у биржи, то под маской остроумца, бездельничающего в только что открытом кафе «Прокоп». Прекрасные актёрские данные помогали ему скрываться от полиции. Он мог легко притвориться кем угодно: в трущобах Луи-Доминик выглядел и вёл себя как спившийся оборванец, в престижных районах — как богатый торговец-кутила. Он мог предстать в облике священника, иностранного путешественника, лакея, особы, приближённой ко двору, кучера, солдата или богатого бездельника. Любая роль была ему по плечу, а акробатическая подготовка позволяла выкручиваться из самых невероятных ситуаций.
Но даже не удивительная способность менять маски спасала Картуша от возмездия. Он как-то быстро решил для себя, что существуют две истины: «Кадры решают всё» и «За деньги можно всё купить». Совместив эти два понятия, Картуш начинает покупать людей. Он не раздаёт деньги бедным, подобно Робин Гуду. Он разумно, с расчётом на будущее, вкладывает наворованный капитал: подкупает жандарма, стоящего на площади возле королевского банка — будущей своей жертвы, платит жалование кучерам почтовых карет, слугам из богатых домов, клеркам различных финансовых учреждений, врачам, обслуживающим богатых пациентов. Врачи нужны были обязательно: если вдруг возникали прямые контакты с полицией, то его сообщники редко обходились без ранений. Ни в коем случае не подрывая ничьей репутации, он просто предлагает хорошие деньги честным людям, чтобы они в нужный момент оказали ему совсем маленькую услугу: не пришли на работу в назначенный день или даже просто в какую-то минуту отвернулись бы в сторону. Деньги были немалые, и большинство этих честных людей с лёгкостью соглашались с предложениями преступника.
Таким образом, за короткое время Картуш создал в Париже целую сеть осведомителей, что позволяло ему совершать тщательно продуманные и всегда удачные ограбления, захватывая при этом очень серьёзную добычу. Одно из его наиболее громких дел — ограбление королевского дворца, когда была похищена украшенная драгоценными камнями посуда, тяжеленные золотые канделябры и личная шпага регента Филиппа II Орлеанского.
Чтобы защитить себя со всех сторон, Картуш не ограничивался подкупами должностных лиц и наймом простых соглядатаев. Он нанимал десятки людей и требовал от них периодически, в одно время, появляться в разных концах Парижа, прилюдно представляться его именем и тут же исчезать. Иногда он и сам проделывал подобный манёвр. В результате парижская полиция несколько лет безуспешно охотилась за ним, подвергаясь насмешкам за свои неудачи.
Могущество Картуша обусловливалось многочисленностью и преданностью его соратников, умелой тактикой, готовностью всегда быть впереди в минуту опасности и удивительным пониманием всей важности хорошо поставленной разведки. Банда Картуша, разделённая на две хорошо организованные группы, насчитывала в пору её расцвета около 2000 человек, принадлежавших к разным социальным кругам. В неё входил, например, даже член семьи главного лакея регента Филиппа Орлеанского. Шантаж, налёты на частные дома, ограбления ювелирных лавок, нападения на дилижансы и кареты с гербами знатнейших особ королевства, курсировавшие из Версаля в Париж и обратно, — таков далеко не полный перечень занятий «картушцев».
По одной из легенд, его жертвой стал даже правивший Францией при малолетнем короле Людовике XV регент Филипп Орлеанский. Опасаясь воровства, регент приказал, чтобы во дворце не пользовались драгоценной посудой, а сам заказал себе шпагу со стальной рукояткой, без золота и бриллиантов. Но даже без украшений шпага из-за тонкой отделки была дорогой и обошлась хозяину в полторы тысячи ливров. Эту шпагу Картуш похитил у Филиппа Орлеанского, когда тот выходил из театра. Уже на следующий день весь Париж смеялся и судачил, что Картуш «наказал главного вора Франции». Герцог был в бешенстве и клялся изловить негодяя во что бы то ни стало. Картуш в ответ распустил слух, что умер в Орлеане, и тем самым избежал мести регента. На время он перенёс свою преступную деятельность в Лион.
Популярности Картуша во многом способствовали не только его удача и ловкость, но и стремление к красивым жестам. Как-то под видом знатного англичанина в экипаже со свитой он заявился к начальнику городской стражи и рассказал ему, что получил анонимное письмо с сообщением, будто ночью на него собирается напасть разбойник Картуш. А пока Луи-Доминик отвлекал хозяина разговором, его сообщники, одетые в ливреи лакеев, вынесли из дома всё столовое серебро. Взамен похищенного Картуш послал для издевки начальнику стражи дюжину оловянных вилок и ложек.
Гораздо большую щедрость Картуш проявил по отношению к госпоже де Бофремон, супруге маркиза де Бофремона. Удирая от полицейских по крышам, Картуш спрыгнул в каминную трубу её дома. Каково было удивление маркизы, когда в облаке сажи перед ней предстал вооруженный пистолетами незнакомец! Учтиво, но для убедительности наставив пистолеты на даму, он потребовал, чтобы она провела его к выходу из дома. Что та и сделала. Через несколько дней маркиза получила письмо с извинениями от Картуша, к которому прилагался маленький ящичек с прекрасным неоправленным бриллиантом стоимостью в две тысячи экю. Именно такую сумму маркиза де Бофремон пожертвовала больнице Всех Скорбящих, вручив её государственному казначею Франции. А бриллиант оставила себе.
Ещё одним красивым жестом стала введённая Картушем система «пропусков». Он заявлял, что «никто не должен быть ограблен больше одного раза за ночь». К людям, оказавшимся в ночное время на улице, подходили люди Картуша и предлагали добровольно «внести пожертвование» или обменяться одеждой (разумеется, дорогая одежда прохожего при этом менялась на обноски бандитов). После чего ограбленному выдавался «пропуск», с которым он мог спокойно дальше гулять хоть всю ночь, и второй раз грабить его уже было нельзя. Тем самым Картуш пытался поддерживать образ «благородного разбойника». Однако на деле не всё было так безоблачно. При всей своей любви к красивым жестам, чувству юмора и блестящим авантюрам Картуш был также и жестоким убийцей. Люди, сопротивлявшиеся грабежам, полицейские и даже сообщники, которых он подозревал в предательстве (а таковых с каждым годом становилось всё больше) убивались им безжалостно. По некоторым оценкам, число лично убитых им жертв исчислялось сотнями.
Столь дерзкий разбой ставил полицию в тяжелое положение, и она делала вид, что никакого преступника, именуемого Картушем, нет и в помине, что само имя «Картуш» есть лишь условное название, придуманное для себя сборищем воров и грабителей для устрашения честных людей. В ответ на это Картуш бросил вызов властям и начал появляться на публике, сопровождаемый одним из своих подручных и ещё несколькими товарищами. Бывало, он внезапно появлялся в какой-нибудь веселящейся компании, объявлял: «Я — Картуш!», обнажал оружие и либо обращал всю компанию в бегство, либо увлекал её с собой для участия в грабеже. Человек двадцать из его свиты, одетых и загримированных под Картуша, неоднократно появлялись в разных кварталах Парижа в один и тот же час.

## Арест и казнь
Картуш хорошо знал, что за деньги можно всё купить. Но он забыл, что за те же деньги очень легко можно продать. Когда король Людовик XV подрос, он жёстко высказал начальнику городской полиции д'Этанжу своё неудовольствие, что тот не может поймать Картуша. И д'Этанж принялся «носом рыть землю». За голову Картуша была объявлена огромная по тем временам награда, и ею соблазнился один из его сообщников: лейтенант Грутус Дюшатле (полное имя Pierre François Gruthus du Châtelet), командующий одной из групп «картушцев», сообщил о местонахождении главаря.
В 11 часов утра 15 октября 1721 года секретарь военного министра Ле Блан в сопровождении 40 солдат ворвался в таверну на улице Куртиль, где схватил Картуша «тёпленьким» в постели. На столе возле кровати лежали шесть заряжённых пистолетов, но Луи-Доминик не успел ими воспользоваться. Картуша пешком, чтобы весь Париж знал о его поимке, отконвоировали в тюрьму Большой Шатле. Сразу после его ареста у тюрьмы Шатле начали собираться толпы любопытных в надежде увидеть легендарного разбойника. Для парижских аристократов поездка в Шатле стала модным развлечением, чем-то вроде посещения нашумевшего спектакля. Ему нанёс визит даже сам регент Филипп II Орлеанский. С особым вниманием Картуша рассматривали актёры театра Комеди Франсез. Очевидно, предчувствуя, что Картушу суждено в недалёком будущем превратиться в популярного сценического героя, они старались запомнить его позы, жесты, мимику лица, чтобы потом, если представится такой случай, придать его художественному образу как можно больше сходства с оригиналом.
«Вы меня не удержите», — заявил Луи-Доминик тем, кто его арестовал, и многие поверили этой похвальбе. Сбежать из Большого Шатле ему действительно удалось. Его напарником в камере оказался каменщик, который не был закован в кандалы. Они проделали дыру в водосточную трубу, спустились туда и под землёй пробрались в лавку продавца овощей. Однако далеко уйти им не удалось. В лавке их учуяла собака, которая подняла лай. Служанка, вскочив с постели, заголосила: «Воры!» На её крик прибежали четверо полицейских, пьянствовавших неподалёку, которые и схватили беглецов.
После неудачной попытки побега Картуша перевели в фактически неприступную тюрьму Консьержери. Его приковали цепью к стене в башне Монтгомери и в часы, свободные от пыток и допросов, держали под неусыпным наблюдением четырёх сторожей. 26 ноября суд приговорил его к смертной казни на колесе после пытки. Долгое время Картуша пытали и допрашивали, стараясь выведать у него все нити самой крупной в мире преступной организации. Но он, надеясь на то, что его соратники рано или поздно вызволят его из тюрьмы, ни в чём не признавался. Пытку испанским сапогом он перенес с необыкновенной стойкостью, чем привёл в восхищение даже палачей.
Наконец, после того как палачи истощили на нём всю свою изобретательность, его отвезли на Гревскую площадь, где огромная толпа собралась смотреть, как его будут колесовать. До последнего момента Картуш верил, что люди, с которыми он честно делился награбленным добром, не дадут ему умереть. Но время шло, палач уже начал своё дело, а в толпе, окружавшей площадь, не происходило никакого шевеления. И тогда знаменитый преступник своим последним словом потребовал писаря… Более двух часов король воров публично диктовал писарям полный отчёт о своих преступлениях. Он перечислял адреса, имена и фамилии всех, кто получал от него хоть какую-то мзду. Его тщательно записанное «последнее слово» заняло 36 листов бумаги. Казнь ещё не началась, а полиция, согласно его показаниям, успела арестовать более четырёхсот человек, прямо или косвенно состоявших в банде Картуша. Среди них оказались такие люди, что в другой момент на них не пало бы и тени подозрения.  
Правда, его признание отсрочило казнь всего на сутки. Уже на следующий день, 28 ноября 1721 года, Картуш был колесован на Гревской площади в Париже. В последующие четыре дня его изуродованное тело оставалось лежать на месте казни для удовлетворения любопытства и для назидания парижан. В целях лучшей организации этого своеобразного макабрического спектакля с желающих подойти поближе к «сцене», а их оказалось немало, взималась определённая плата.
А тем временем отряды солдат и полиции уже рыскали по всему Парижу, вылавливая его сообщников. Признания Картуша, из мстительных побуждений назвавшего всех, кого он презирал за то, что они его покинули, равно как и признания его подручных, раскрыли в подробностях всю обширную шпионскую систему уголовников. Больше половины торговцев Парижа скупали краденое добро, причем некоторые, несомненно, делали это поневоле, ибо Картуш любил роскошь и обычно настаивал на погашении своих долгов натурой. Большинство городских трактирщиков также оказались агентами или осведомителями, связанными с секретной службой, организованной Картушем.
Но своих родственников и любовниц Луи-Доминик не выдал, а напротив, пытался их обелить. Их всё же арестовали на основании показаний его сообщников. Младший брат Картуша, которому было 15 лет, избежал смертного приговора. По решению суда его следовало повесить под мышки на виселице, что на Гревской площади, всего на два часа, после чего отправить на каторгу. Но экзекуция оказалась для него роковой. Когда его сняли с виселицы, он скончался, не приходя в чувство.
Через некоторое время после казни отец Картуша публично признался, что Луи-Доминик никогда не был его сыном. Якобы много лет назад неизвестный дворянин и видный представитель влиятельных кругов принесли ему будущего вожака преступников ещё в пеленках и платили крупные деньги за воспитание ребёнка и сокрытие от него тайны его действительного происхождения. Правда это или нет, теперь узнать невозможно.

## Кино и телевидение
Картуш стал героем нескольких кино- и телефильмов:
- Картуш (1911), фильм Жерара Буржуа.
- Картуш (1934), фильм Жака Дароя.
- Картуш, король Парижа (1950), фильм Гийома Радо.
- Приключения Картуша (1955), фильм Стива Секели, в ролях Ричард Бейсхарт и Аким Тамиров.
- Картуш (1956), телефильм с Сержем Реджани.
- Картуш (1962), фильм Филиппа де Брока,  в ролях Жан-Поль Бельмондо и Клаудия Кардинале.
- Картуш, принц предместий (2001), мультфильм в 26 эпизодах, предназначенный для французского телевидения.
- Картуш, благородный разбойник (2009), телефильм Анри Хельмана, в ролях Фредерик Дифенталь и Жюльет Ламболи.